# ХК Локомотива Јарослављ
Локомотива (рус. Локомотив) је руски хокејашки клуб из Јарослављa. Утакмице као домаћин игра у Арени 2000, капацитета 10.000 места. Клуб се такмичи у Континенталној хокејашкој лиги. Због авионске несреће осустао је од такмичења у сезони 2011/12.

## Историја
Клуб је основан 1948. године под садашњим именом, али ће кроз историју неколико пута мењати назив.
Током совјетске ере углавном је играо у другој лиги. Након распада Совјетског Савеза три пута су били прваци Русије, 1997, 2002 и 2003. године.

## Авионска несрећa 2011
Дана 7. септембра 2011, авион који је превозио екипу на утакмицу у Минску срушио се убрзо после полетања, усмртивши све чланове клуба који су се налазили у авиону, осим играча Александра Галимова и једног члана посаде у авиону.
Александар Галимов је 12. септембра 2011. преминуо у болници у Москви.

## Назив клуба кроз историју
- Локомотива Јарослављ (1949–1955)
- Спартак Јарослављ (1955–1956)
- Химик Јарослављ (1956–1957)
- ХЦ ЈМЗ Јарослављ (1959–1963)
- ТРУД Јарослављ (1963–1964)
- Мотор Јарослављ (1964–1965)
- Торпедо Јарослављ (1965–2000)
- Локомотива Јарослављ (2000)

## Трофеји
- Супер лига Русије:
  - Првак (3) :1996/97, 2001/02, 2002/03